# Isosorbidmononitrat
Isosorbidmononitrat ist ein langwirkendes Nitrat, das bei Patienten mit Angina pectoris oder Herzinfarkt eingesetzt wird. Es ist ein NO-Donator, der durch enzymatische Metabolisierung Stickstoffmonoxid freisetzt und gefäßdilatierend wirkt. Es tendiert also dazu, Blutgefäße verstärkt in gleich große Gruppen zusammenzufassen und dadurch den Blutdurchfluss zu verstärken, da die Gefäße so erweitert werden.

## Handelsnamen
Monopräparate
Coleb-Duriles (D), Conpin (D), Corangin (D, CH), Elantan (D), Ismo (D), Isomonat (A), Isomonit (D), Monit-Puren (D), Monobeta (D), Monoclair (D), Monolong (D), Mono Mack (D, A), Monoket (A), Mononitrat (D), Olicardin (A), Turimonit (D), zahlreiche Generika (D, A)